# Citadela, Budimpešta
Citadela v madžarski prestolnici Budimpešta, na vrhu hriba Gellért, je trdnjava. Zgrajena je bila iz izkušenj marčne revolucije 1848/49, ko je madžarski rajhstag razglasil svojo neodvisnost od hiše Habsburško-Lotarinške in razglasil republiko, nakar je avstrijska vojska ob podpori ruskih in hrvaških vojakov posredovala in razbila vstajo. Danes je citadela del seznama Unescove svetovne dediščine.

## Zgodovina
Trdnjavo je leta 1851 zgradil Julius Jacob von Haynau, poveljnik Avstrijskega cesarstva, načrtovala pa sta jo Emmanuel Zitta in Ferenc Kasselik po madžarski revoluciji leta 1848. Zavzema skoraj celotno 235 metrov visoko planoto. Trdnjava je struktura v obliki črke U, zgrajena okoli osrednjega dvorišča, dolga je 220 metrov, široka 60 metrov in visoka 4 metre. Imela je šestdesetih topov.
Pravzaprav so jo zgradili madžarski prisilni delavci in je bila dokončana leta 1854. Junija 1854 so se v citadeli naselile avstrijske čete. Po avstro-ogrskem kompromisu leta 1867 in ustanovitvi Avstro-Ogrske so Madžari zahtevali uničenje Citadele, vendar so jo garnizije zapustile šele leta 1897, ko so bila simbolično poškodovana glavna vrata. Šele konec leta 1899 je mesto prevzelo Citadelo. Nekaj mesecev pozneje, leta 1900, so obzidje porušili.
Med madžarsko revolucijo leta 1956 so sovjetske čete zasedle Citadelo in med napadom, ki je strmoglavil madžarsko vlado pod Nagyjevim vodstvom, streljale na mesto.

## Znamenitosti
Ob proti Donavi obrnjenem vzdolžnem zidu Citadele je na prostem razstavljena majhna zbirka orožja Rdeče armade, večina iz druge svetovne vojne. Kosi so naslednji (od leve proti desni na sliki):
- 76 mm divizijski top M1942 (ZiS-3), zasnova iz leta 1942
- 57 mm protitankovski top M1943 (ZiS-2), model iz leta 1943
- 82 mm pehotni minomet BM-37, model iz leta 1937
- 85 mm divizijski top D-44, zasnova iz leta 1944
- 57 mm protiletalski top AZP S-60, zasnova iz leta 1950

Z vrha Citadele je na voljo panoramski pogled na mesto, Donavo in njenih osem mostov. Na vzhodnem delu kompleksa je Kip svobode.